# Proces załogi Natzweiler-Struthof
Proces załogi Natzweiler-Struthof – jeden z procesów wytoczonych przez aliantów funkcjonariuszom hitlerowskich obozów koncentracyjnych po zakończeniu II wojny światowej. 
Proces toczył się od 9 kwietnia do 5 maja 1946 przed Brytyjskim Trybunałem Wojskowym w Wüppertalu, a na ławie oskarżonych zasiadło 6 byłych członków załogi obozu koncentracyjnego Natzweiler-Struthof. Wśród nich znalazł się komendant obozu Friedrich Hartjenstein. Wszyscy oskarżeni zostali uznani za winnych popełnienia zbrodni wojennych i zbrodni przeciwko ludzkości. Trzech z nich skazanych zostało na karę śmierci. Jednak w przypadku Hartjensteina wyrok nie został wykonany, gdyż Brytyjczycy wydali go celem osądzenia Francuzom. Został on następnie ponownie skazany na śmierć, lecz ostatecznie zmarł we francuskim więzieniu. Pozostałe dwa wyroki śmierci wykonano przez powieszenie 11 października 1946. Trzech oskarżonych skazanych zostało na kary więzienia od 10 do 15 lat.    
Wyrok Brytyjskiego Trybunału Wojskowego:
1. Franz Berg – śmierć przez powieszenie (wyrok wykonano)
2. Peter Straub – śmierć przez powieszenie (wyrok wykonano)
3. Friedrich Hartjenstein – śmierć przez powieszenie (wydany Francji)
4. Josef Muth – 15 lat pozbawienia wolności
5. Magnus Wochner – 10 lat pozbawienia wolności
6. Kurt Geigling – 10 lat pozbawienia wolności